# 浜本満
浜本 満（はまもと みつる、1952年10月 - ）は、日本の文化人類学者。一橋大学名誉教授。九州大学名誉教授。専門はアフリカ文化研究。儀礼や占いを理論的に分析する。東大で吉田禎吾らの指導を受けた。指導学生に梅屋潔（神戸大学教授）など。
妻は、おなじく文化人類学者の浜本まり子（2001年死去。四方田犬彦の著作に学生時代の「宮田まり子」として登場する。)。
web（http://kalimbo.html.xdomain.jp/）

## 学歴
- 1975年 - 東京大学教養学部教養学科卒業。
- 1977年 - 東京大学大学院社会学研究科文化人類学専攻修士課程修了。
- 1978年 - ノースウェスタン大学大学院留学。
- 1982年 - 東京大学大学院社会学研究科博士課程単位取得退学。
- 2000年 - 一橋大学博士（社会学）。

## 職歴
- 1982年 - 福岡大学人文学部講師。
- 1984年 - 福岡大学人文学部助教授。
- 1991年 - 一橋大学社会学部助教授。
- 1995年 - 一橋大学社会学部教授。
- 2000年 - 一橋大学大学院社会学研究科総合社会科学専攻教授。
- 2005年 - 九州大学大学院人間環境学研究院教授。
- 2016年 - 一橋大学名誉教授。
- 2018年 - 九州大学名誉教授。

## 受賞
2015年 - 日本文化人類学会賞

## 著書

### 単著
- 『秩序の方法―ケニア海岸地方の日常生活における儀礼的実践と語り』弘文堂、2001年
- 『信念の呪縛―ケニア海岸地方ドゥルマ社会における妖術の民族誌』九州大学出版会、2014年

### 共編著
- （吉田禎吾・板橋作美）『レヴィ＝ストロース』 清水書院<人と思想>、1991年、新装版2015年
- （浜本まり子）『人類学のコモンセンス―文化人類学入門』学術図書出版社、1994年
- （太田好信）『メイキング文化人類学』世界思想社、2005年

## 訳書
- リュック・ド・ウーシュ『アフリカの供犠』みすず書房、1998年
- ジェイムズ・クリフォード『文化の窮状―20世紀の民族誌、文学、芸術』人文書院、2003年